# Echeveria pallida
Echeveria pallida är en fetbladsväxtart som beskrevs av Walther. Echeveria pallida ingår i släktet Echeveria och familjen fetbladsväxter. Inga underarter finns listade i Catalogue of Life.